# Guerra de les Canoneres
La Guerra de les Canoneres fou un conflicte naval entre el Regne de Dinamarca i Noruega i la Marina Reial Britànica en el context o durant les Guerres Napoleòniques. El nom d'aquesta guerra ve donat per la tàctica danesa d'emprar petites canoneres contra la convencional Marina Britànica. A Escandinàvia es considera com l'etapa final de les Guerres angleses, l'obertura de la qual es considera com la Primera Batalla de Copenhaguen en el 1801.

## Rerefons

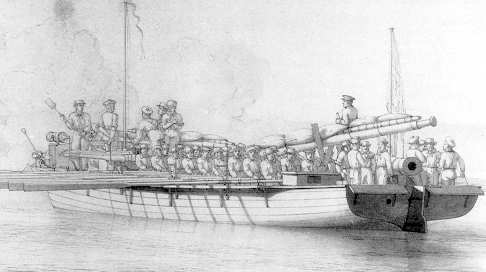
Canonera danesa

El conflicte naval entre Gran Bretanya i Dinamarca es va iniciar amb la Primera Batalla de Copenhaguen en 1801 quan l'esquadró d'Horatio Nelson de la flota de l'almirall Parker va atacar la capital danesa. L'origen de tot això cal cercar-lo en l'ingrés del Regne de Dinamarca i Noruega a la Segona Lliga de la Neutralitat Armada durant les últimes etapes de la Guerres Revolucionàries Franceses, on Dinamarca utilitzà les seves forces navals per protegir el flux comercial, dins i fora de les aigües danonoruegues.
Tement que la derrota russa i prussiana a mans de Napoleó en la Quarta Coalició pogués al control de les flotes bàltiques, Gran Bretanya va actuar sense pietat per neutralitzar la substancial marina danesa, aliada amb Napoleó el Regne Unit va atacant Copenhaguen al setembre.

## Guerra
En els tres primers anys de la Guerra Canonera, aquests vaixells foren capaços, en diverses ocasions, de capturar els vaixells de càrrega dels combois i derrotar bergantins britànics, tot i que no eren prou poderoses com per superar grans fragates i navilis de línia.
En la Segona Batalla de Copenhaguen de l'any 1807, els anglesos van capturar un gran nombre de naus de la flota danesa. Es va embrancar més intensament els danesos en una guerra naval de guerrilles, on amb petits vaixells canoners pretenien atacar als vaixells anglesos-molt més grans-que estiguessin en aigües daneses i noruegues. El 22 de març de 1808, l'últim vaixell danès de línia el Prins Christian Frederik, comandat pel capità CW Jessen, va ser destruït per dos vaixells britànics de línia a la batalla de Sjællands Odde.
El 27 de febrer de 1811, vaixells de guerra danesos, tripulats per prop de 1.000 homes, incloses forces d'infanteria, van tractar de recuperar l'illa d'Anholt a la batalla d'Anholt, però es van haver de retirar a Jutlàndia amb fortes pèrdues.
La Guerra de les Canoneres va acabar quan la flota anglesa va obtenir la victòria en la batalla de Lyngør el 12 de juliol de 1812, en la qual va ser destruït l'últim dels vaixells de guerra danesos, la fragata Najaden.
El Tractat de Kiel va posar punt final als conflictes el 15 de gener de 1814. Dinamarca-Noruega, va haver de cedir la petita illa de Helgoland a Gran Bretanya i tota Noruega al regne de Suècia.